# In Flames
In Flames est un groupe suédois de metal alternatif, originaire de Göteborg, formé en 1990. Avec At the Gates et Dark Tranquillity, In Flames participe au développement du genre death metal mélodique initié par Edge of Sanity. Depuis sa création, le groupe compte un total de treize albums studio et un DVD live.
Aux débuts du groupe, le groupe compte des musiciens divers. À la sortie de Colony (1999), la formation se stabilise. Leur sixième album, Reroute to Remain (2002), se caractérise par un son plus orienté metal alternatif que leur habituel death metal mélodique. Cette évolution est critiquée par les fans ; cependant, ce changement leur permet de gagner en popularité et de vendre plus d’albums. En 2008, In Flames compte plus de deux millions de disques vendus à travers le monde.

## Historique

### Lunar Strain(1993–1994)
In Flames est formé en 1990 par la réunion de trois membres de Ceremonial Oath : Jesper Strömblad, Johan Larsson et Glenn Ljungström. Jesper forme le groupe avec l'objectif d'écrire des chansons mélodiques, ce qu'il ne pouvait se permettre au sein de Ceremonial Oath. Il quitte officiellement Ceremonial Oath en 1993 en raison de divergences musicales, et se consacre alors entièrement à In Flames. Il recrute Glenn Ljungström à la guitare et Johan Larsson à la basse, constituant ainsi la première formation officielle d'In Flames.
Ils enregistrent une courte démo qui est envoyée à plusieurs labels. Wrong Again Records les repère et c'est en 1993 que le groupe auto-produit son premier album Lunar Strain, sous ce label. N'ayant aucun chanteur fixe, Jesper demande à Mikael Stanne (à l'époque au poste de guitariste au sein de Dark Tranquillity) de chanter pour les sessions studios. Lunar Strain sort finalement en 1994.
Pour Subterranean, le premier EP du groupe, n'ayant toujours pas de chanteur, In Flames fait appel à Henke Forss pour le chant. Ce disque attire l'attention de Nuclear Blast, qui va leur offrir un contrat.

### The Jester Race(1995–1996)
En 1995, le trio demande à Björn Gelotte et Anders Fridén de rejoindre le groupe, respectivement en tant que bassiste et chanteur. L'album The Jester Race marque donc le début de l'activité du groupe avec cette formation. Le groupe sort ainsi son second album la même année, The Jester Race, coproduit par Fredrik Nordström et enregistré au Studio Fredman.

### Whoracle(1997–2001)

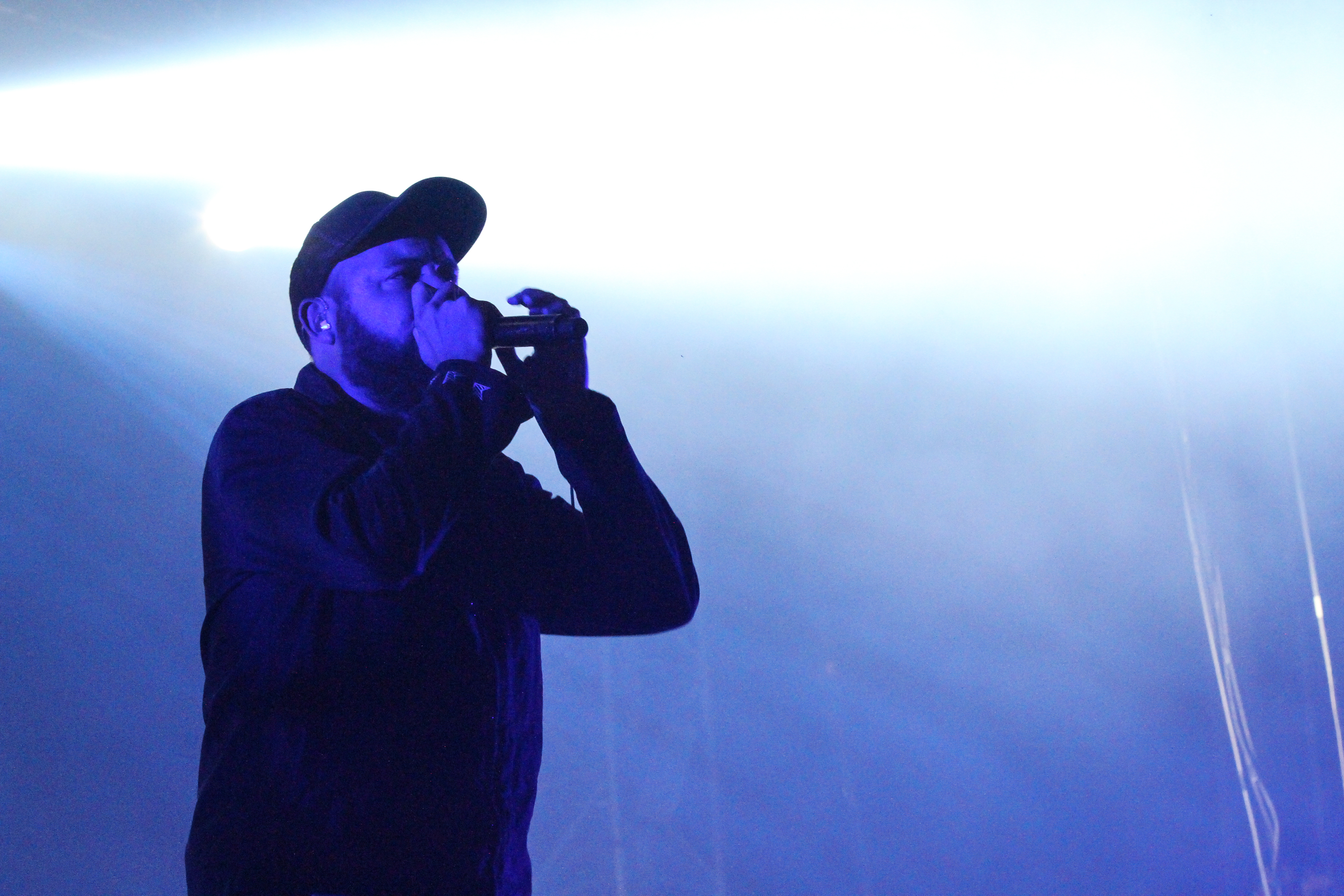
In Flames.

In Flames sort son troisième album studio en 1997. Whoracle est enregistré au Studio Fredman et coproduit par Fredrik Nordström. Après l'enregistrement, Glenn Ljungström et Johan Larsson annoncent leurs départs du groupe. En remplacement, Niclas Engelin et Peter Iwers sont recrutés, respectivement à la guitare et à la basse, pour la tournée avec Dimmu Borgir, et par la suite, ils rejoindront les rangs du groupe. Toutefois, après une tournée européenne et deux concerts au Japon en 1998, Niclas Engelin quitte In Flames. C'est alors que Björn Gelotte passe de la batterie à la guitare, tandis que Daniel Svensson est recruté pour le remplacer à la batterie.
En 1999, la nouvelle formation sort Colony, quatrième album du groupe. Le groupe effectue une tournée en Europe, au Japon et joue pour la première fois aux États-Unis dans le cadre du Milwaukee Metal Fest.
Un an plus tard, en 2000, In Flames sort son cinquième album, Clayman, toujours coproduit par Fredrik Nordström et enregistré au Studio Fredman. Après la sortie de l'album, In Flames tourne avec des groupes tels que Dream Theater. The Tokyo Showdown sort en août 2001. Il s'agit d'un album live enregistré durant la tournée japonaise en novembre 2000.

### Reroute to Remain(2002–2003)
Reroute to Remain est le sixième album du groupe et sort en 2002. Contrairement aux albums précédents, l'album n'est pas enregistré au Studio Fredman et produit par Fredrik Nordström. C'est Daniel Bergstrand qui le produit et l’enregistrement se fait au Dug-Out Studio. Reroute to Remain représente un virage dans le style musical du groupe avec l'ajout de chant clair et de chœurs. Il s'agit aussi du premier album dont sont directement tirés des singles.

### Soundtrack to Your Escape(2004–2005)
En 2003, In Flames enregistre son septième album, Soundtrack to Your Escape qui sort en 2004. L’album est en majorité enregistré dans une maison louée par le groupe pour l'occasion, et située au Danemark; seule la batterie est enregistrée au Dug-Out studio, en Suède.
L'album accroît considérablement la popularité du groupe avec 100 000 exemplaires vendus aux États-Unis et atteint la deuxième place des charts suédois grâce au single The Quiet Place qui apparaît dans la Bande Originale du film Alone in The Dark. La tournée qui s'ensuit emmène le groupe en Australie, où In Flames joue pour la première fois. In Flames participe aussi au Ozzfest 2005.

### Come Clarity(2006–2007)
En 2005, In Flames enregistre et auto-produit son huitième album, Come Clarity au Dug-Out Studio. La même année, le groupe sort Used and Abused, In Live we Trust, un pack contenant des vidéos enregistrées durant leurs concerts en 2004. Toujours en 2005, In Flames signe avec un label supplémentaire afin de disposer d'une meilleure distribution en Amérique du Nord.
Come Clarity sort en 2006, sous le label Ferret Music en Amérique du Nord et Nuclear Blast pour le reste du monde. La sortie de cet album coïncide avec le début de leur tournée mondiale, qui commence en Amérique du Nord et qui est suivie d'une tournée européenne aux côtés de Sepultura. Le groupe participe au Sounds of The Underground américain durant l'été, après avoir complété une deuxième tournée en tête d'affiche aux États-Unis. Durant l'automne, le groupe participe à la tournée européenne Unholy Alliance II avec Children of Bodom, Lamb of God, Gojira, Thine Eyes Bleed et pour tête d'affiche : Slayer.

### A Sense of Purpose(2007-2010)

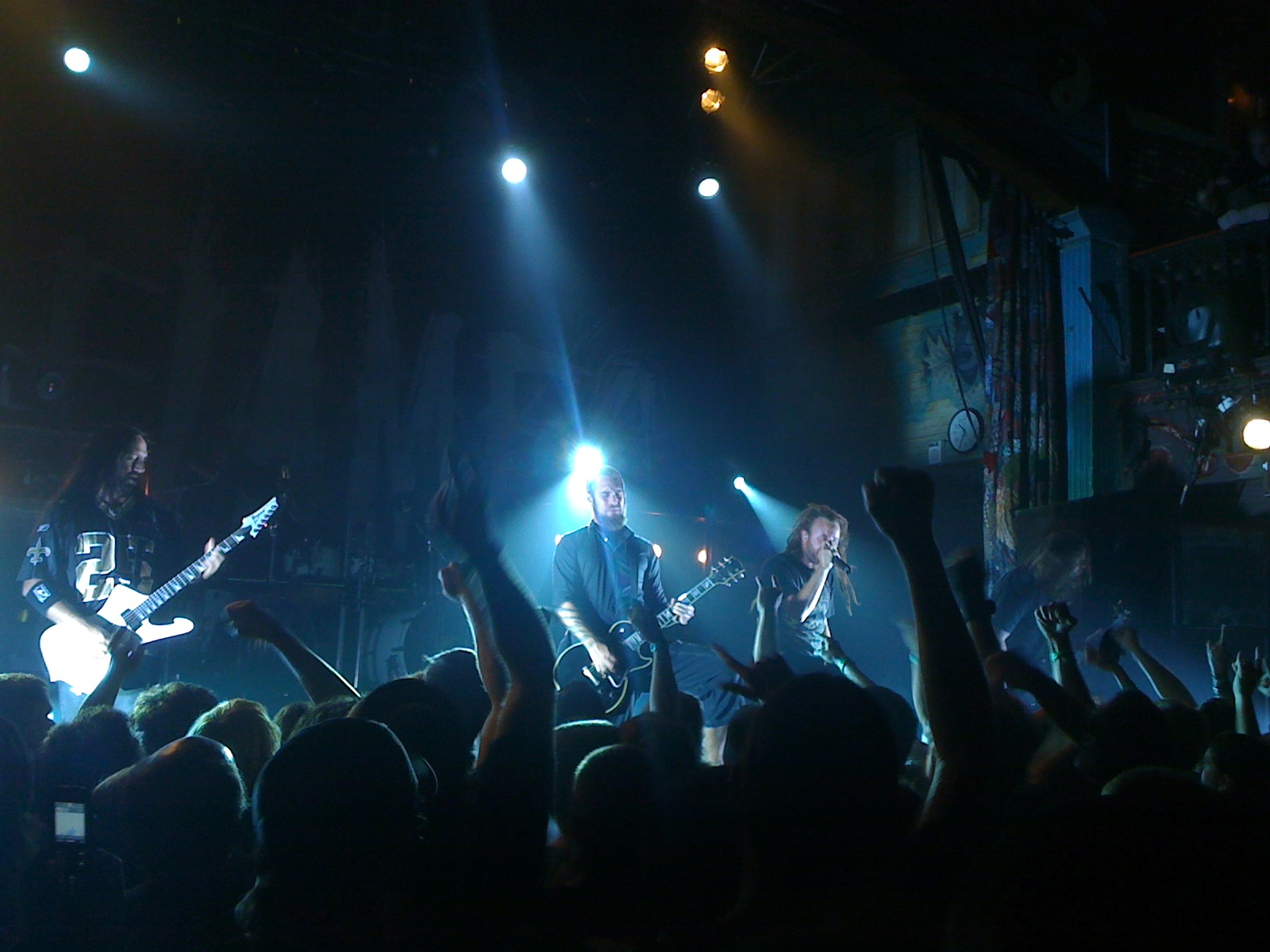
In Flames aux House of Blues, le 27 septembre 2009.

En janvier 2007, le groupe remporta le Grammys suédois pour l'album Hard Rock avec Come Clarity. Il s'agit du troisième Grammy qu'ils reçoivent en trois albums successifs. En octobre 2007, In Flames termine l'enregistrement du neuvième album aux IF Studios. Le 28 janvier 2008, le groupe confirme l'enregistrement d'un clip vidéo pour le single The Mirror's Truth et poste des photos du tournage.
In Flames participe à la tournée nord-américaine Gigantour 2008 aux côtés de Megadeth, Children of Bodom, Job for a Cowboy et High on Fire.
Le 7 mars 2008, A Sense of Purpose sort, avec un premier single The Mirror's Truth. Fin août 2008, le groupe enregistre une vidéo pour le second single, Alias. La tournée de l’album dure de janvier 2008 à décembre 2009.
Le 3 février 2009, le site du groupe annonce que Jesper Strömblad ne participera pas à la tournée en Australie/Amérique du Sud/Japon afin de traiter ses problèmes d'abus d'alcool. C'est Niclas Engelin qui le remplacera durant cette partie de la tournée. Toutefois, le 18 février 2009, la tournée au Royaume-Uni et en Irlande est annulée, en raison des problèmes d'alcool de Jesper Strömblad et de la naissance de l'enfant de Peter Iwers.
Delight and Angers, le troisième single du groupe, est dévoilé le 4 mars 2009 et le clip vidéo est diffusé le 25 mars sur le myspace du groupe.

### Sounds of a Playground Fading(2010-2012)
Le départ du guitariste et fondateur du groupe, Jesper Strömblad est annoncé sur le myspace du groupe le 12 février 2010. Les membres ont soutenu la décision du guitariste de combattre ses problèmes d'alcool. Aucun remplacement n’a été annoncé, ce départ étant censé être temporaire. Le groupe annonce que Jesper serait toujours le bienvenu.
En 2010, In Flames participe à la chanson Self vs. Self de Pendulum sur l'album Immersion. Ce titre est une des trois collaborations de cet album. Le 11 octobre 2010, In Flames rentre aux IF Studios à Göteborg afin de débuter l'enregistrement du nouvel album, nommé Sounds of a Playground Fading. L'enregistrement se termine début 2011 et la sortie de l’album est alors annoncé pour mai/juin 2011,.
Le 28 février 2011, le groupe annonce que Niclas Engelin sera le remplaçant de Jesper Strömblad.

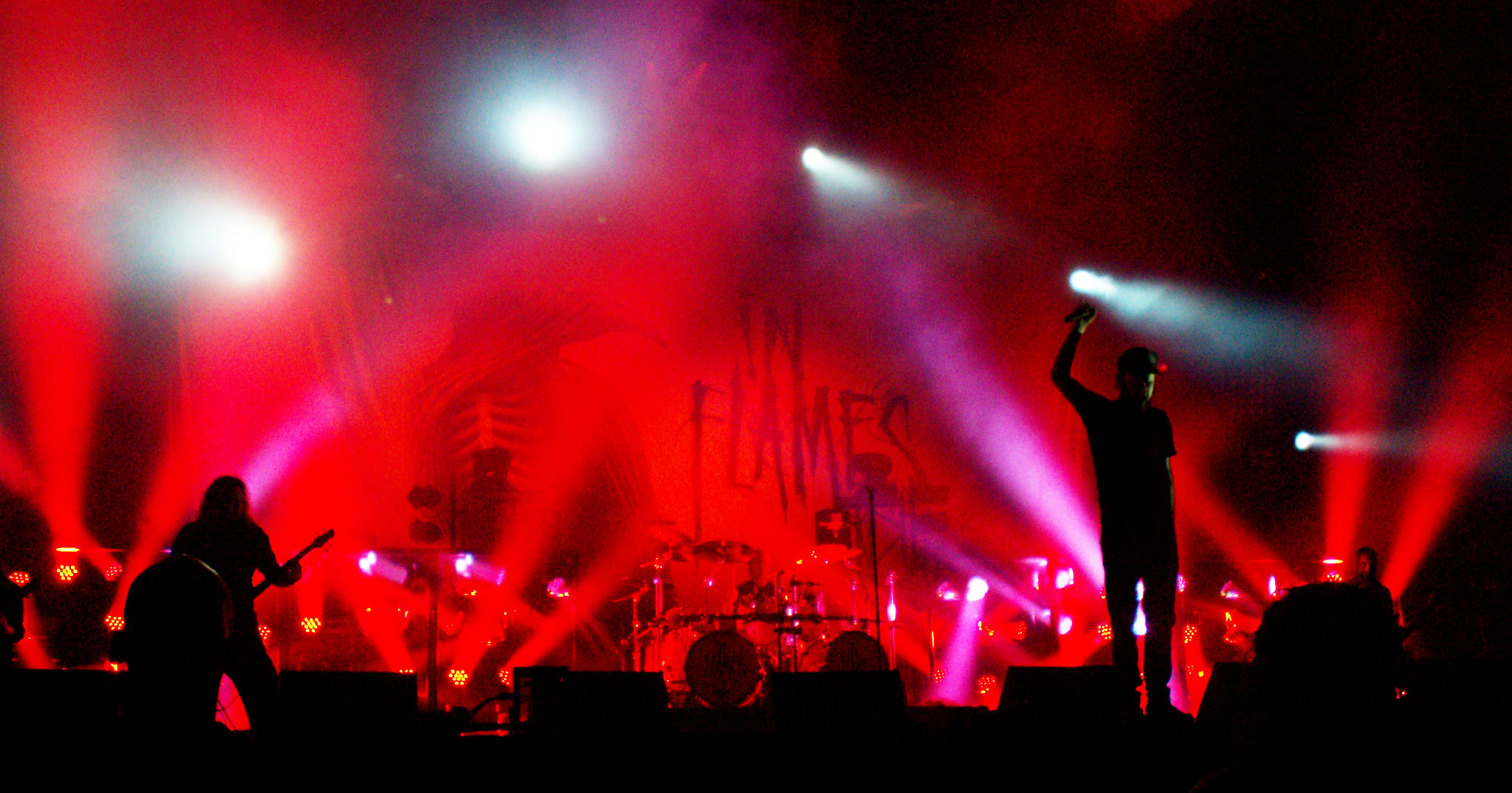
In Flames au Hellfest 2011

Le 6 mai 2011, le premier titre issu du nouvel album est mis en ligne : Deliver Us. Le 15 juillet 2011 l'album Sounds of a Playground Fading sort en Suède, puis en 20 juin 2011 au Royaume-Uni, au Benelux, en France, en Grèce, au Danemark et au Portugal, le 21 juin 2011 aux États-Unis, en Espagne et en Italie, le 22 juin 2011 en Finlande, Hongrie et Japon et le 24 juin 2011 en Australie et en Nouvelle-Zélande. Durant une interview au festival canadien Heavy MTL le 12 août 2012, le chanteur Anders Fridén a révélé qu'In Flames ne pensait pas enregistrer leur prochain album studio avant 2013.

### Siren Charms(2013–2015)
In Flames commence l'enregistrement de son onzième album studio en août 2013. Le 10 avril 2014, le site web d'In Flames semble avoir été piraté. Le supposé pirate aurait menacé de révéler des informations le lendemain de l'attaque. Le groupe poste sur Facebook que leur équipe met tout en œuvre pour rétablir leur site web, et s'excuse de l'insatisfaction qui aurait été causée. Cependant, le site web ne se serait pas fait pirater. Le lendemain, le groupe poste un message avec un lien envers le supposé piratage. Une courte vidéo annonce la sortie de l'album Siren Charms. L'album est publié le 9 septembre 2014, via le nouveau label du groupe, Epic Records. Siren Charms comprend des morceaux vocaux enregistrés par des fans. La sortie de l'album est suivie par une tournée mondiale en 2015. Le 12 octobre 2014, le groupe annonce officiellement sur Facebook un nouveau coffret Blu-ray/DVD et CD de leur set à Göteborg, qui prendra place en novembre 2014.

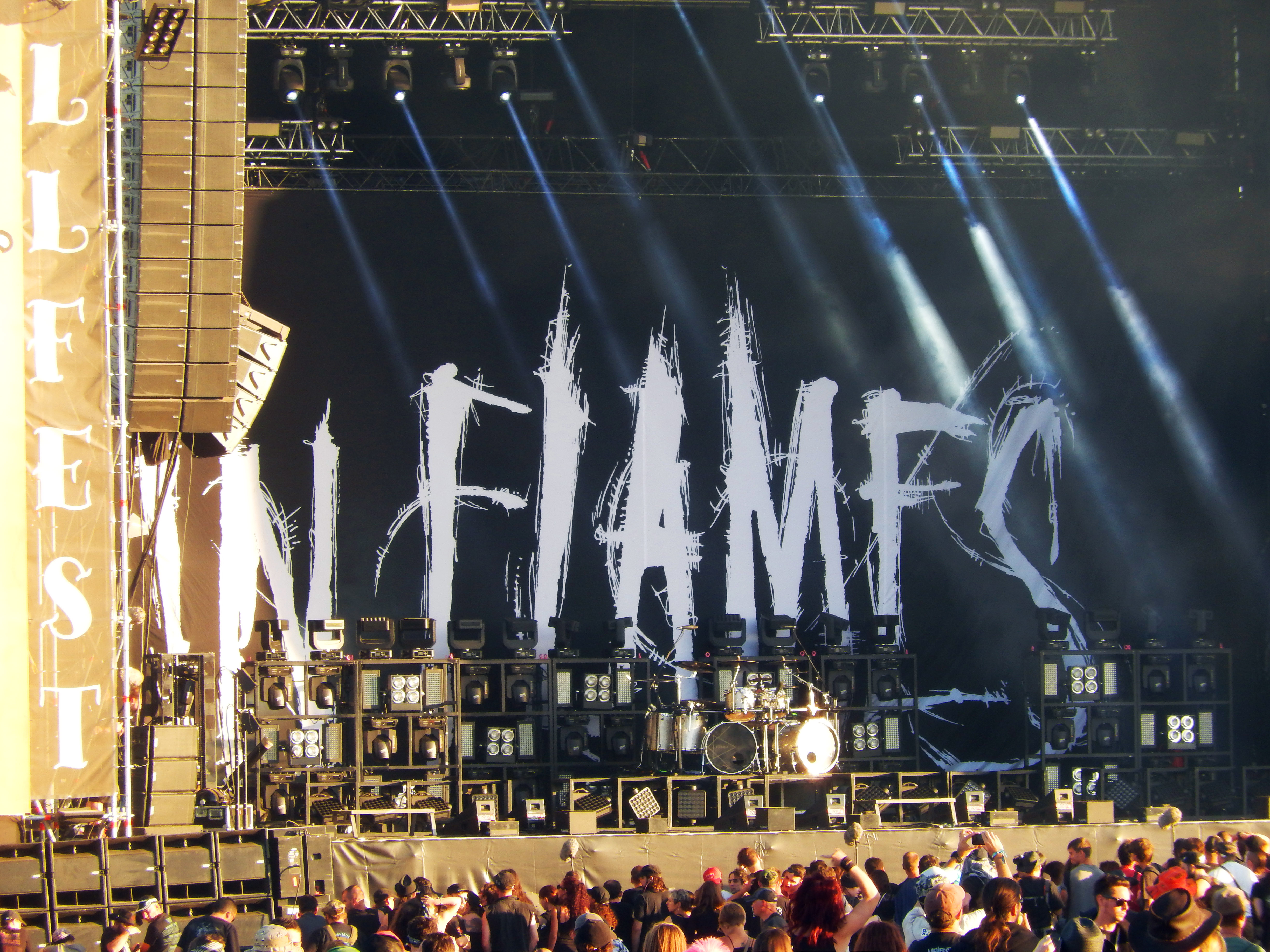
In Flames, la scène en préparation, Hellfest 2015

### Battles(2015-2018)
Daniel Svensson quitte le groupe en novembre 2015. En septembre 2016 le groupe annonce son remplacement par l'ancien batteur de RED Joe Rickard. Peter Iwers quitte le groupe le 29 novembre 2016.
Le 25 août 2016, In Flames poste un lien YouTube vers sa chanson intitulée The End. Plus tard, ils révèlent la sortie de l'album Battles leur douzième album, publié le 11 novembre 2016 au label Nuclear Blast.
Le 17 septembre 2016, le groupe annonce l'arrivée permanente du batteur de session Joe Rickard (ex-RED) remplaçant Daniel Svensson. Le 29 novembre 2016, Peter Iwers annonce que la tournée en soutien à Battles sera sa dernière avec In Flames. Håkan Skoger, bassiste entre autres pour le side project d'Anders Friden "Passenger", rejoint le groupe pour la tournée européenne "In Our Room" début 2017. Bryce Paul est ensuite recruté pour la tournée américaine et intègre définitivement le groupe.
En Décembre 2017, In Flames sort l'EP "Down, Wicked and No Good", comprenant trois reprises et une chanson live, issue de la tournée du début de l'année.

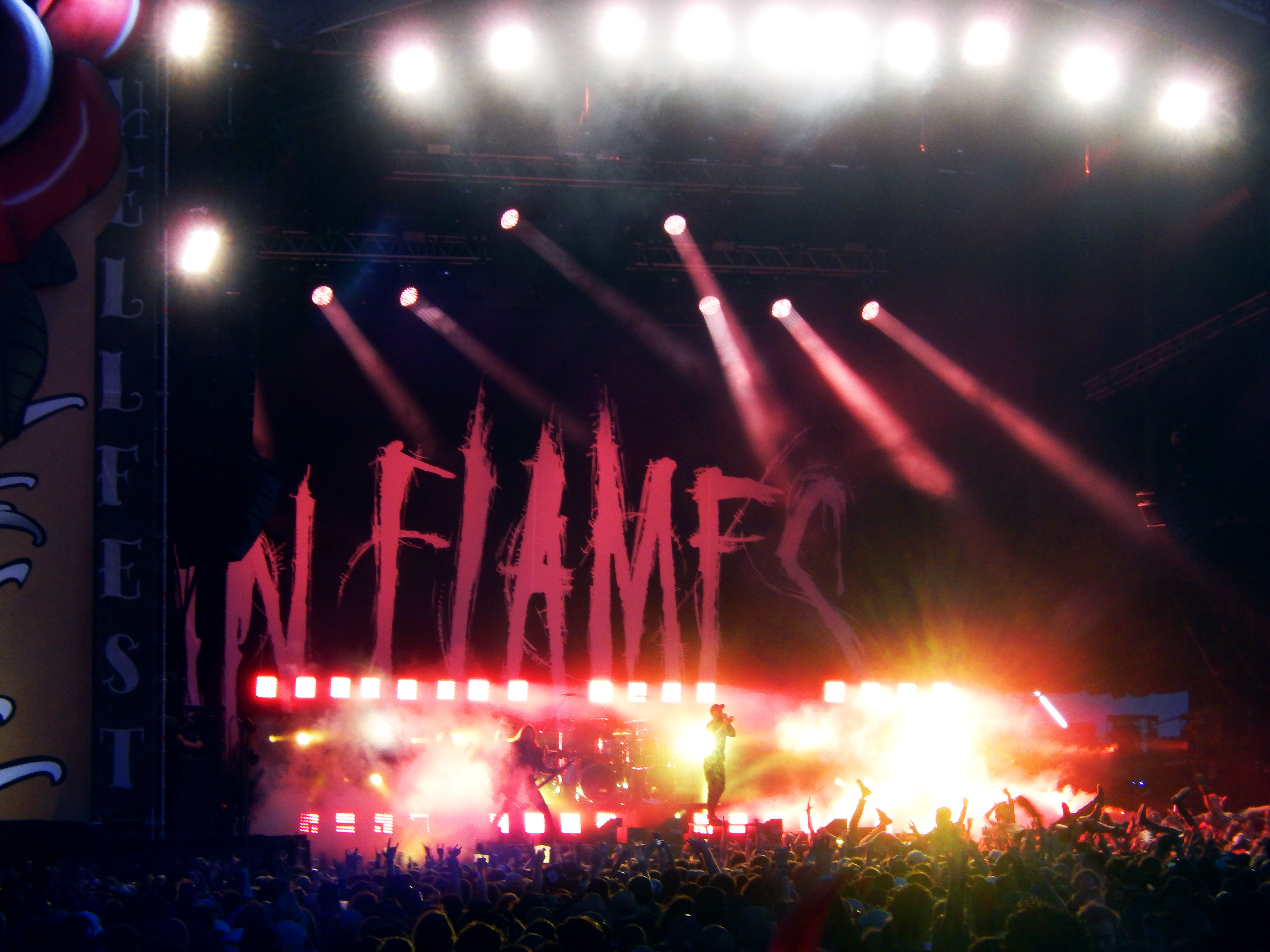
In Flames au Hellfest 2015

Le 5 juillet 2018, le groupe annonce le remplacement à la batterie de Joe Rickard par Tanner Wayne.

### I, The Mask(depuis 2019)
Le 14 décembre 2018, In Flames annonce que leur prochain album, "I, The Mask", sortira le 1er mars 2019. L'album est produit par Howard Benson et mixé par Chris Lord-Alge. Deux vidéos sortent le jour de cette annonce : "I Am Above", et "(This Is Our) House". Le 10 janvier 2019 une troisième vidéo sort, celle de "I, The Mask", et le 17 septembre 2019 suit celle de "Follow Me".

### Clayman [édition spéciale 20 ans](2020)
D'après Anders Fridén, In Flames n'a jamais été du genre à célébrer ses anniversaires. Néanmoins, le 28 août 2020, le groupe publiera une édition spéciale de son album Clayman, sorti en 2000, pour fêter le 20e anniversaire de l'opus. L’album a été remasterisé par Ted Jensen, et comportera un nouveau morceau instrumental nommé Themes And Variations In D-Minor, ainsi que des versions réenregistrées de Bullet Ride, Only For The Weak, Pinball Map et Clayman. Les nouveaux morceaux réenregistrés ont été produits par Howard Benson et mixés par Chris Lord-Alge.

## Membres

### Membres actuels

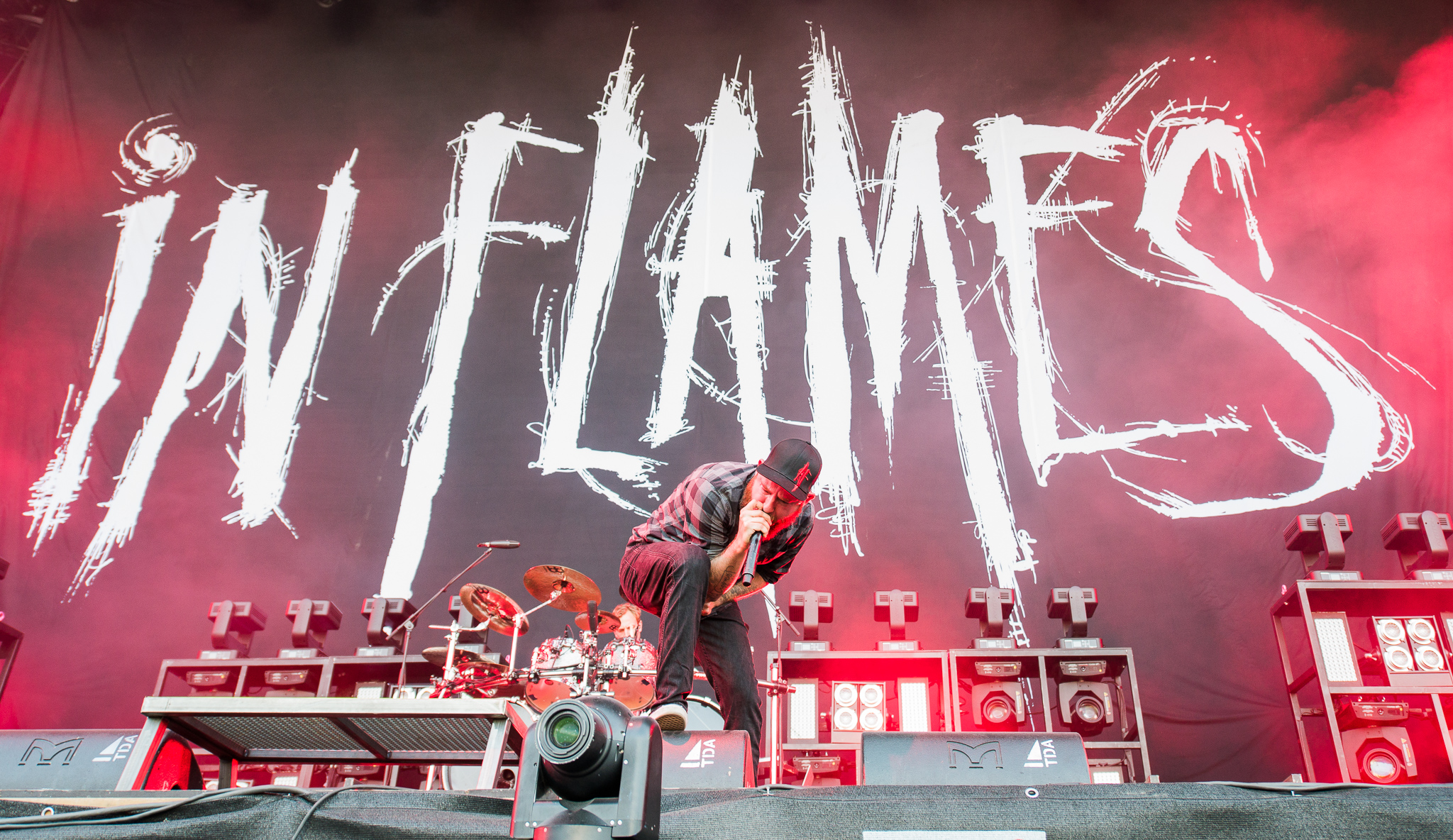
In Flames en 2015.

- Anders Fridén – chant (depuis 1996)
- Björn Gelotte – guitare solo (depuis 1998) ; batterie (1995–1998)
- Chris Broderick – guitare rythmique (depuis 2019)
- Liam Wilson – basse (depuis 2023)
- Tanner Wayne – batterie (depuis 2018)

## Discographie

### Albums studio
- 1994 : Lunar Strain
- 1996 : The Jester Race
- 1997 : Whoracle
- 1999 : Colony
- 2000 : Clayman
- 2002 : Reroute to Remain
- 2004 : Soundtrack to Your Escape
- 2006 : Come Clarity
- 2008 : A Sense of Purpose
- 2011 : Sounds of a Playground Fading
- 2014 : Siren Charms
- 2016 : Battles
- 2019 : I, the Mask
- 2023 : Foregone

### Albums live
- 2001 : The Tokyo Showdown
- 2016 : Sounds From the Heart of Gothenburg

### EP
- 1994 : Subterranean
- 1997 : Black-Ash Inheritance
- 2003 : Trigger
- 2017 : Down, Wicked and No Good

### Singles
- 2002 : Cloud Connected (album Reroute to Remain)
- 2004 : The Quiet Place (album Soundtrack to Your Escape)
- 2006 : Come Clarity (album Come Clarity)
- 2008 : The Mirror's Truth (album A Sense of Purpose)
- 2011 : Deliver Us (album Sounds of a Playground Fading)
- 2014 : Rusted Nail
- 2022 : State of Slow Decay

## Vidéographie

### Clips
- 1996 : Artifacts of the Black Rain, tiré de l'album The Jester Race
- 1997 : Food For the Gods, tiré de l'album Whoracle
- 1997 : Jotun, tiré de l'album Whoracle
- 1999 : Ordinary Story, tiré de l'album Colony
- 2000 : Only For the Weak, tiré de l'album Clayman, réalisé par Roger Johansson
- 2000 : Pinball Map, tiré de l'album Clayman
- 2002 : Cloud Connected, tiré de l'album Reroute to Remain, réalisé par Roger Johansson
- 2002 : System, tiré de l'album Reroute to Remain, réalisé par Patric Ullaeus
- 2003 : Trigger, tiré de l'album Reroute to Remain, réalisé par Roger Johansson
- 2004 : The Quiet Place, tiré de l'album Soundtrack to Your Escape, réalisé par Patric Ullaeus
- 2004 : Touch of Red, tiré de l'album Soundtrack to Your Escape, réalisé par Patric Ullaeus
- 2004 : My Sweet Shadow, tiré de l'album Soundtrack to Your Escape, réalisé par Patric Ullaeus
- 2004 : Like You Better Dead, tiré de l'album Soundtrack to Your Escape, réalisé par Thomas Tjäder
- 2004 : F(r)iend, tiré de l'album Soundtrack to Your Escape, réalisé par Patric Ullaeus
- 2004 : Evil In A Closet, tiré de l'album Soundtrack to Your Escape, réalisé par Patric Ullaeus
- 2004 : Borders and Shadings, tiré de l'album Soundtrack to Your Escape, réalisé par Patric Ullaeus
- 2006 : Take This Life, tiré de l'album Come Clarity, réalisé par Patric Ullaeus
- 2006 : Come Clarity, tiré de l'album Come Clarity, réalisé par Lex Halaby
- 2008 : The Mirror's Truth, tiré de l'album A Sense of Purpose, réalisé par Popcore
- 2008 : Alias, tiré de l'album A Sense of Purpose, réalisé par Patric Ullaeus
- 2009 : Delight And Angers, tiré de l'album A Sense of Purpose, réalisé par Patric Ullaeus
- 2011 : Deliver Us, tiré de l'album Sounds of a Playground Fading, réalisé par Patric Ullaeus
- 2011 : Where The Dead Ships Dwell, tiré de l'album Sounds of a Playground Fading, réalisé par Patric Ullaeus
- 2014 : Rusted Nail, tiré de l'album Siren Charms, réalisé par Patric Ullaeus
- 2014 : Through Oblivion, tiré de l'album Siren Charms, réalisé par Patric Ullaeus
- 2015 : Paralysed, tiré de l'album Siren Charms, réalisé par Patric Ullaeus
- 2016 : The End, tiré de l'album Battles, réalisé par Patric Ullaeus
- 2016 : The Truth, tiré de l'album Battles, réalisé par Patric Ullaeus
- 2017 : Here Until Forever, tiré de l'album Battles (film d'animation)
- 2017 : Save Me, tiré de l'album Battles, réalisé par Patric Ullaeus
- 2018 : I Am Above, tiré de l'album I, The Mask, avec la participation de Martin Wallström
- 2020 : Stay With Me, tiré de l'album I, The Mask
- 2022 : State Of Slow Decay, tiré du single du même nom, réalisé par Patric Ullaeus
- 2022 : The Great Deceiver, tiré du single du même nom, réalisé par Patric Ullaeus
- 2022 : Foregone pt. 1, tiré de l'album Foregone, réalisé par Oleg Rooz
- 2022 : Foregone pt. 2, tiré de l'album Foregone, réalisé par Vicente Cordero
- 2023 : Meet Your Maker, tiré de l'album Foregone, réalisé par Patric Ullaeus

### Clips live
- 2004 : Episode 666, tiré de l'album Whoracle, réalisé par Patric Ullaeus
- 2004 : Dial 595 - Escape, tiré de l'album Soundtrack to Your Escape, réalisé par Patric Ullaeus
- 2013 : Sounds of a Playground Fading, tiré de l'album Sounds of a Playground Fading, réalisé par Patric Ullaeus
- 2016 : Everythings's Gone, tiré de l'album Siren Charms, réalisé par Patric Ullaeus
- 2016 : Take This Life, tiré de l'album Come Clarity, réalisé par Patric Ullaeus
- 2016 : The Chosen Pessimist, tiré de l'album A Sense of Purpose, réalisé par Patric Ullaeus
- 2016 : Only For The Weak , tiré de l'album Clayman, réalisé par Patric Ullaeus

### Vidéos lyriques
- 2014 : Everythings's Gone, tiré de l'album Siren Charms
- 2017 : It's No Good, reprise du titre de Depeche Mode du même nom
- 2019 : I, The Mask, tiré de l'album I, The Mask
- 2019 : Burn, tiré de l'album I, The Mask
- 2019 : Voices, tiré de l'album I, The Mask
- 2022 : The Great Deceiver, tiré du single du même nom
- 2023 : End The Transmission, tiré de l'album Foregone
- 2024 : Everything's Gone, tiré de l'album Siren Charms

### DVD
- 2005 : Used and Abused - In Live We Trust, réalisé par Patric Ullaeus
- 2006 : Come Clarity limited edition bonus DVD (séance d'enregistrement de l'album) réalisé par Patric Ullaeus, vendu avec le CD
- 2016 : Sounds From The Heart Of Gothenburg, réalisé par Patric Ullaeus

### Documentaires
- 2019 : Borgholm Brinner, Festival Recap, réalisé par Patric Ullaeus